# Râșnov
Râșnov (en húngaro: Barcarozsnyó) es una ciudad de Rumania en el distrito de Brașov.

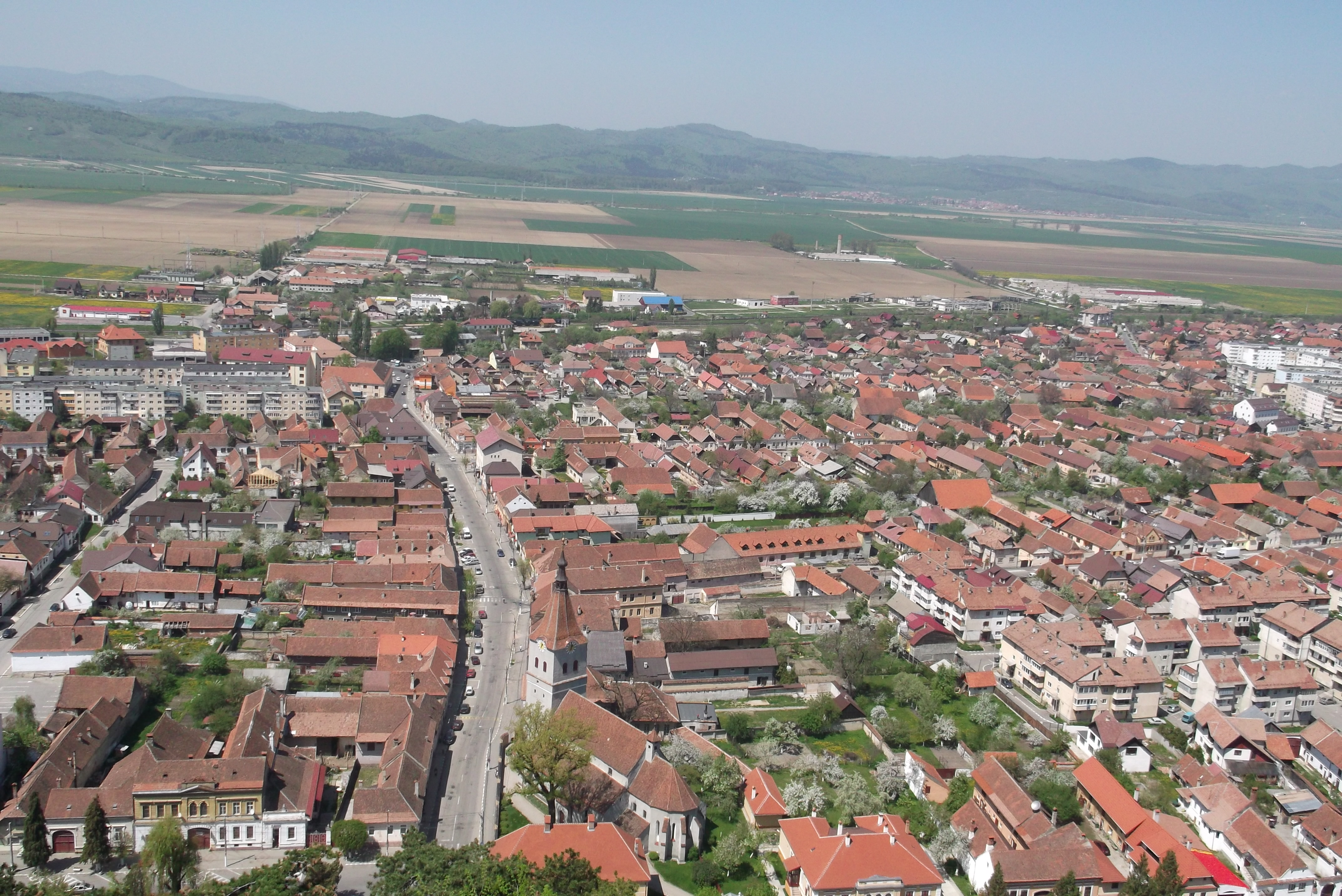

## Geografía
Se encuentra a una altitud de 631 m s. n. m. a 164 km de la capital, Bucarest.

## Historia
En época romana se encontraba en las cercanías el castrum Imperio romano y la ciudad dacia de Cumidava. El castillo de Râşnov fue construido sobre el paso de Bran en 1212 por la Orden Teutónica.

## Demografía
Según estimación 2012 contaba con una población de 16 571 habitantes.
| 1948 | 1956  | 1966  | 1977   | 1992   | 2002   | 2012   |
| s/d  | 7 974 | 9 700 | 13 792 | 16 384 | 15 456 | 16 571 |